# 1008
1008（千八、せんはち）は自然数、また整数において、1007の次で1009の前の数である。

## 性質
- 1008は合成数であり、約数は1, 2, 3, 4, 6, 7, 8, 9, 12, 14, 16, 18, 21, 24, 28, 36, 42, 48, 56, 63, 72, 84, 112, 126, 144, 168, 252, 336, 504, 1008である。
  - 約数の和は3224。
  - 248番目の過剰数である。1つ前は1002、次は1014。
    - σ(n) ≧ 3n を満たす n とみたとき17番目の数である。1つ前は960、次は1080。(ただしσは約数関数、オンライン整数列大辞典の数列 A023197)

  - 約数を30個もつ2番目の数である。1つ前は720、次は1200。
- 215番目のハーシャッド数である。1つ前は1002、次は1010。
  - 9を基とする56番目のハーシャッド数である。1つ前は900、次は1017。
- 1008 = 24 × (26 − 1)
  - n = 4 のときの 2n(2n+2 − 1) = 4 × 4n − 2n の値とみたとき1つ前は248、次は4064。(オンライン整数列大辞典の数列 A171499)
- 1008 = 42 × (43 − 1) = 45 − 42
  - n = 3 のときの 4n−1(4n − 1) の値とみたとき1つ前は60、次は16320。(オンライン整数列大辞典の数列 A115490)
- 1008 = 23 + 103
  - 2つの正の数の立方数の和で表せる43番目の数である。1つ前は1001、次は1024。(オンライン整数列大辞典の数列 A003325)
  - 異なる2つの正の数の立方数の和で表せる36番目の数である。1つ前は1001、次は1027。(オンライン整数列大辞典の数列 A024670)
- 1008 = 43 + 63 + 63 + 83
  - 4つの正の数の立方数の和で表せる288番目の数である。1つ前は1007、次は1010。(オンライン整数列大辞典の数列 A003327)
- 1008 = 24 × 32 × 7
  - 3つの異なる素因数の積で p 4 × q 2 × r の形で表せる2番目の数である。1つ前は720、次は1200。(オンライン整数列大辞典の数列 A179669)
- 1008 = 7 × 122
  - n = 12 のときの 7n 2 の値とみたとき1つ前は847、次は1183。(オンライン整数列大辞典の数列 A033582)
- 1008 = 62 × 28
  - n = 6 のときの n 2 × 28 の値とみたとき1つ前は700、次は1372。
- 1008 = 322 − 16
  - n = 32 のときの n 2 − 16 の値とみたとき1つ前は945、次は1073。(オンライン整数列大辞典の数列 A028566)
- 1008 = 332 − 81
  - n = 33 のときの n 2 − 81 の値とみたとき1つ前は943、次は1075。(オンライン整数列大辞典の数列 A098850)
- 約数の和が1008になる数は14個ある。(390, 460, 476, 498, 574, 598, 615, 663, 715, 753, 835, 913, 923, 943) 約数の和14個で表せる最小の数である。次は1680。

## その他 1008 に関連すること
- 西暦1008年
- 紀元前1008年
- 朝日放送ラジオ(ABCラジオ。大阪AM本局、京都中継局)の周波数は、1008kHz。
- 10.8決戦
- 2023年現在、ポケモンは1008種類[要出典]
- 車のナンバープレート - 千に葉で「千葉」を表す[1]